# Campylorhynchus yucatanicus
Campylorhynchus yucatanicus là một loài chim trong họ Troglodytidae.